# 参天製薬脅迫事件
参天製薬脅迫事件（さんてんせいやくきょうはくじけん）とは、2000年6月14日に発生した、主に眼科向け・大衆向けの目薬、眼科薬、点眼薬などを製造・販売している参天製薬株式会社が目薬への異物混入を装った脅迫を受けた事件。
「現金2000万円を支払わなければ、異物を混入した目薬をばらまく」との脅迫文が送られた同社は、商品を店頭から一時回収し、事件発生から9日後には全ての商品に「ひとみ・すこやか・ラッピング」というプラスチック製のラッピング包装をして販売を再開した（犯人はその翌日に逮捕）。また、その対応の見事さは、企業における危機管理の手本とされた。